# Solar del Marchese di Lavradio
Il Solar del Marchese di Lavradio è un palazzo storico del XVIII secolo, in stile coloniale, che si trova nella Lapa, la zona centrale della città di Rio de Janeiro, in Rua do Lavradio, n 84. Nel 1967 lo storico edificio è stato ceduto alla Società Brasiliana di Belle Arti.

## Storia
Costruito nel 1777 come residenza del Viceré del Brasile il Marchese di Lavradio, il palazzo fu eretto per volere del 3° Viceré del Brasile durante il trasferimento della capitale da São Salvador a Rio de Janeiro.
Nel corso degli anni il palazzo è stato la sede del Tribunale di Corte d’Appello (1808), della Corte Suprema di Giustizia del Portogallo (1812), del Senato Federale (1831) e del Tribunale di Giustizia (1833), dell'Istituto di dattiloscopia Felix Pacheco e del Dipartimento per l'Ordine Politico e Sociale. Dopo essere stato inutilizzato per alcuni anni, nel 1967 il Solar do Lavradio Marchese è ceduto dallo Stato di Rio de Janeiro alla Società Brasiliana di Belle Arti.
Dal 1985 lo storico edificio è sotto la protezione dell'Istituto per i Beni Culturali dello Stato di Rio de Janeiro.
Interamente restaurato tra il 2010 e il 2014 con un processo di ristrutturazione che ha visti coinvolti l'Università federale Fluminense, l'Istituto per i Beni Culturali dello Stato di Rio de Janeiro e la Società Brasiliana di Belle Arti, il Solar do Lavradio Marchese oggi è uno dei punti di riferimento storici e architettonici della zona centrale della città di Rio.